# Amphiacusta azteca
Amphiacusta azteca är en insektsart som först beskrevs av Henri Saussure 1859.  Amphiacusta azteca ingår i släktet Amphiacusta och familjen syrsor. Inga underarter finns listade i Catalogue of Life.